# Psydrax odorata
Pour les articles homonymes, voir Psydrax et Odorata.
Espèce
Classification APG III (2009)
Psydrax odorata est une espèce de plante à fleurs, de la famille des Rubiacées trouvée dans les îles de Pacifique, en Nouvelle-Guinée et en Australie.

## Description

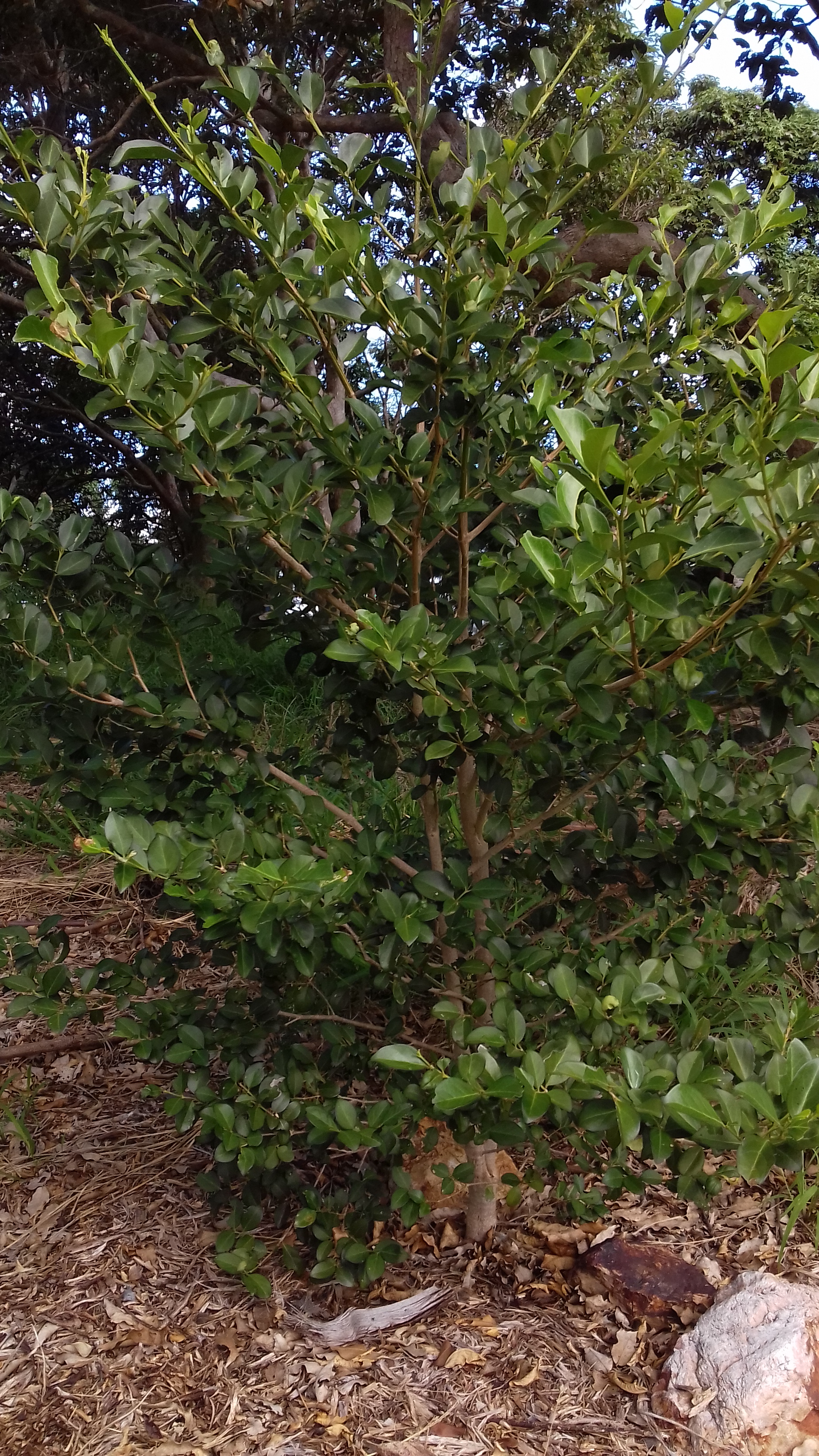
Vue d'ensemble d'un individu haut d'environ un mètre.

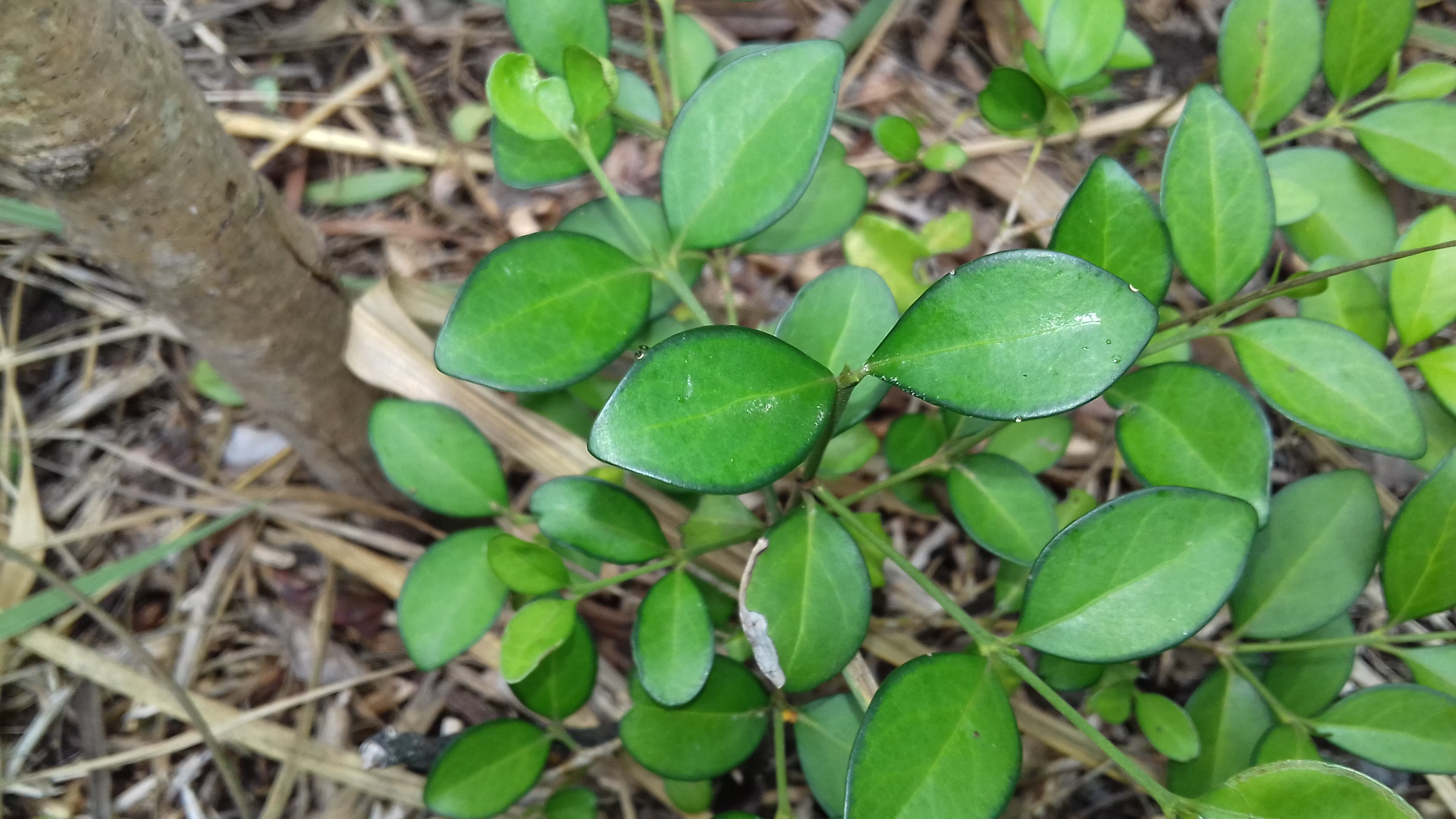
Feuilles de jeune Psydrax odorata.

### Aspect général

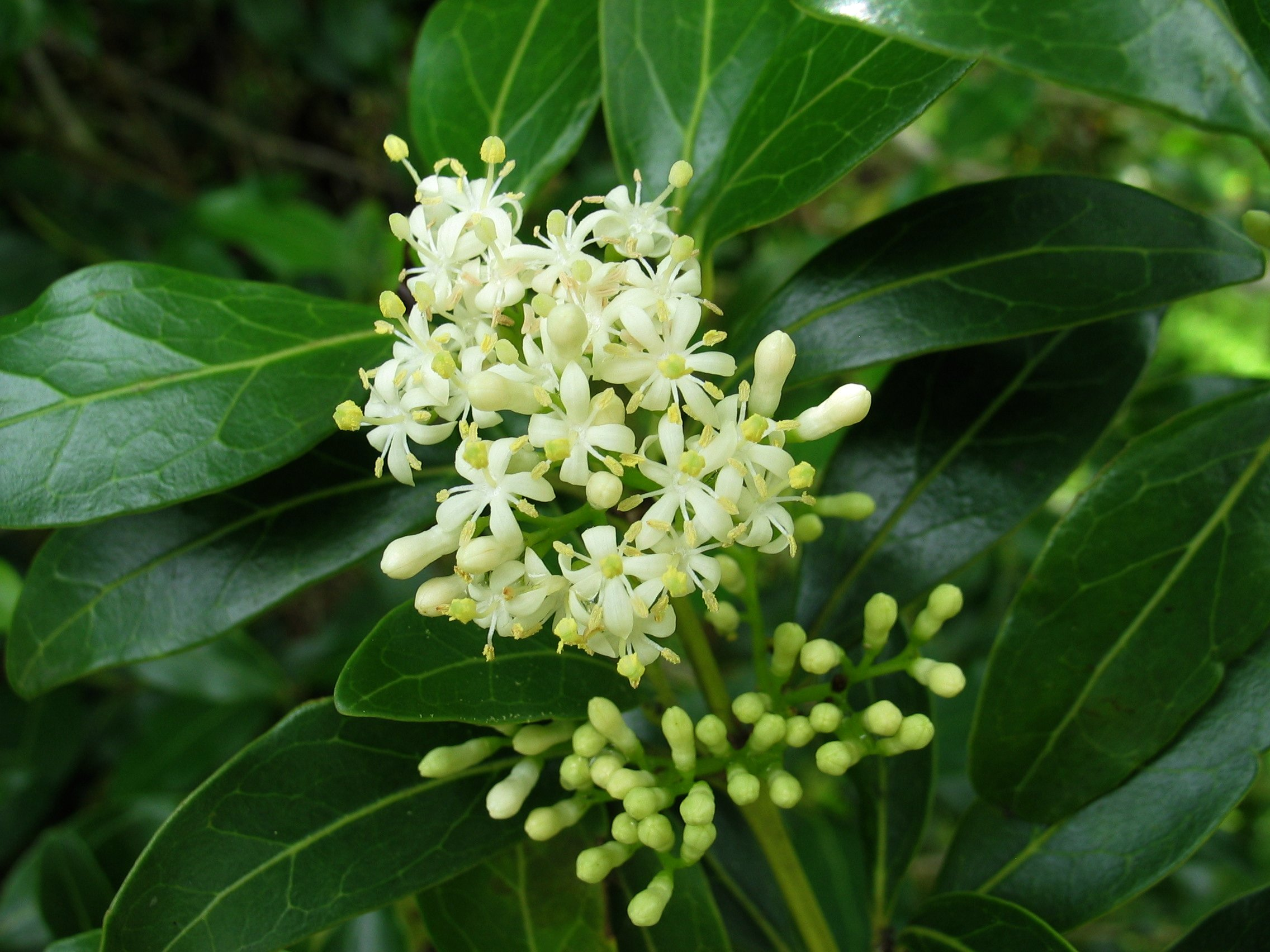
Fleurs de Psydrax odorata.

Psydrax odorata est un arbuste qui mesure de 1,8 à 9,1 mètres de hauteur, de 0,91 à 2,13 m de largeur et un diamètre à hauteur de poitrine allant jusqu'à 10 centimètres.

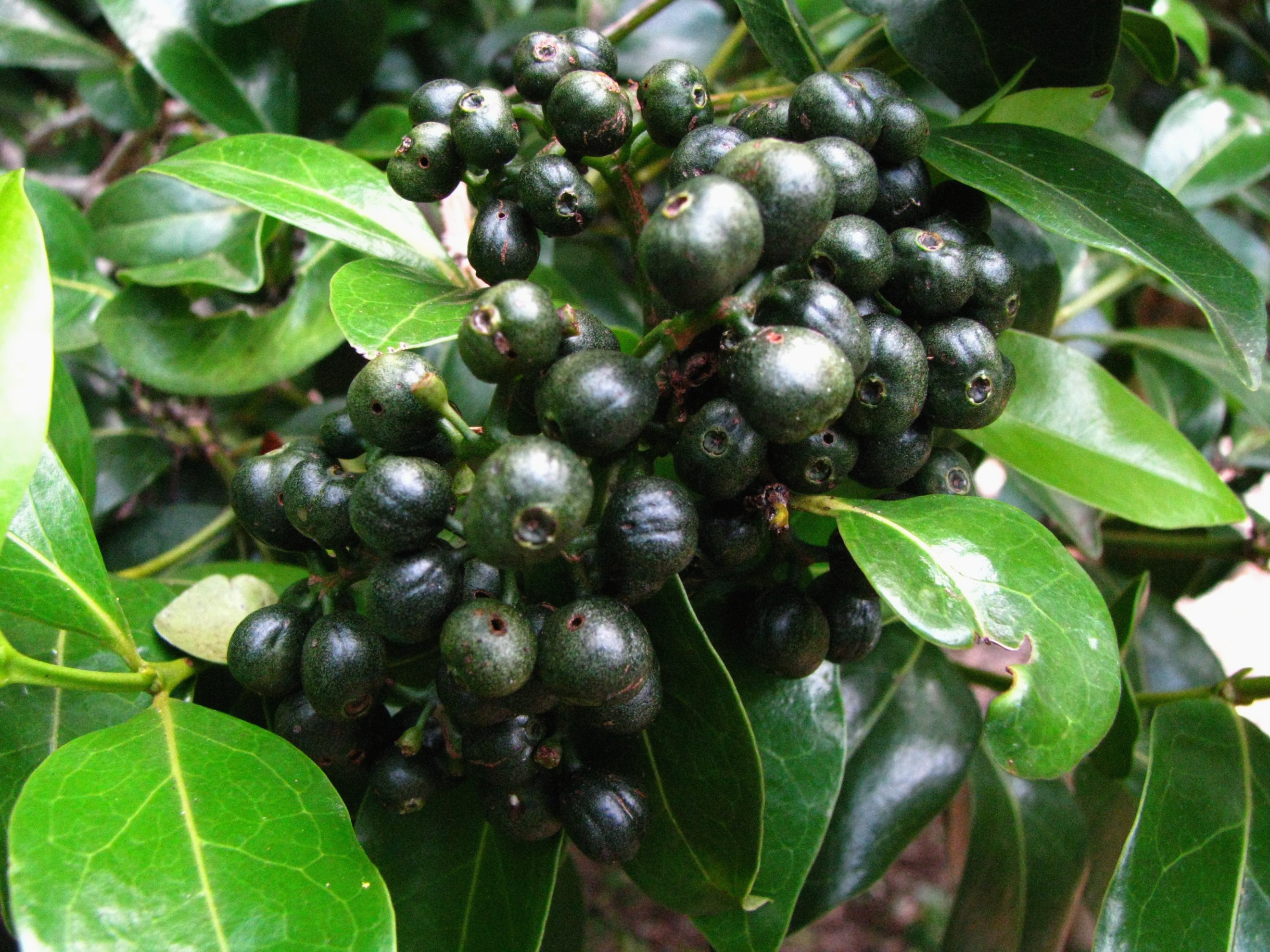
Fruits de Psydrax odorata.

### Feuilles
Les feuilles, opposées, atteignent 89 millimètres de long et sont elliptiques.
Elles sont vert foncé et brillantes dessus, plus claires dessous. Leur pétiole est jaune et aplati.
Leur apparence est différente sur les jeunes individus : plus courtes, leur marge est souvent cernée d'un vert plus foncé[réf. souhaitée].

### Fleurs
Les fleurs sont blanches, odoriférantes, arrondies, en opposition 2 par 2.

### Fruits
Les fruits de la plante sont assez ronds, de couleur noire.

## Répartition
Psydrax odorata se trouve dans les îles du Pacifique, en Nouvelle-Guinée, en Australie et en Nouvelle-Calédonie.
L'espèce pousse sur des terres arbustives et sèches et dans des forêts sèches, humides et sclérophylles, dans des maquis miniers, à une altitude pouvant atteindre 800 m.

## Écologie
En Nouvelle-Calédonie, cette espèce est appréciée par les cerfs. A force d'être broutée par ces animaux, elle peut présenter un aspect de bonsaï.
Les fleurs sont fréquentées par de nombreux insectes.
Les fruits produisent de nombreuses graines qui sont souvent attaquées par la chenille de Alucita objurgatella.

## Utilisation
Les autochtones hawaïens utilisaient le bois très dur pour fabriquer des herminettes pour couper des bois plus mous tels que Erythrina sandwicensis, des bâtons fouisseurs et de petites lances. Un colorant noir fut fabriqué à partir des feuilles.

## Source de la traduction
- (en) Cet article est partiellement ou en totalité issu de l’article de Wikipédia en anglais intitulé « Psydrax odorata » (voir la liste des auteurs).